# اندیس کجو سنگ
کجو سنگ یک اندیس مصالح ساختمانی است که در حوالی شهر اردستان استان اصفهان قرار دارد و مادهٔ معدنی موجود در آن، گرانیت است.  